# Arthur Hebel
Arthur Hebel (* 11. September 1899 in Mannheim; † 17. August 1981) war ein deutscher Leichtathlet. Seine Spezialdisziplin war der 400-Meter-Hürdenlauf.
Bei den Deutschen Leichtathletik-Meisterschaften 1923 in Frankfurt wurde er über die 400-Meter-Hürden-Strecke nach Heinrich Troßbach Zweiter. Im Jahr darauf gewann er in Stettin die Deutsche Meisterschaft in 58,5 Sekunden. Seine persönliche Bestleistung stellte er mit 58,3 Sekunden am 19. Juli 1925 in Frankfurt auf. Die gleiche Zeit lief er noch einmal ein Jahr später in Stuttgart.
Er war Schlussmann der deutschen Mannschaft (Otto Neumann, Hermann Wellenreuther, Willi Apfel, Hebel), die 1924 in Berlin in 1:58,7 min Weltrekord in der Schwedenstaffel (400, 300, 200 und 100 m) lief.
Hebel startete für die MTG Mannheim. Er war Komplementär der Schiffswerft J. Braun Kg und engagierte sich von 1951 bis 1962 als Kassenwart in der Vereinigung alter Leichtathleten, dem Zusammenschluss der Deutschen Meister.